# Pont Lorois
Pour les articles homonymes, voir Lorois.
Le pont Lorois est un pont permettant le passage de la rivière d'Étel entre Belz et Plouhinec (département du Morbihan). Il s'agit du seul passage entre la rive du Pays de Lorient et celle du Pays d'Auray. Initialement achevé en 1841, il fut à péage en 1851, puis fut détruit deux fois (en 1894 et 1944). Le pont actuel est inauguré le 13 septembre 1956 et doit son nom à Édouard Lorois, préfet du Morbihan de 1838 à 1848. Sa longueur totale est de 237 m.

## Premier et deuxième ponts
Le franchissement de la rivière d'Étel se pratiquait anciennement à l'aide de passeurs, sur des barques à l'endroit le plus étroit de la rivière, le Vieux Passage. Afin de remplacer ces mariniers, le préfet du Morbihan Édouard Lorois fait établir un projet de pont à péage à cet endroit pour faciliter la traversée de la rivière. Dès 1836, des projets sont mis à l'étude pour la construction d'un pont qui traverserait la rivière d'Étel. Les plans de l'ouvrage sont de l'ingénieur des ponts et chaussées Laurent. Le chantier démarre en 1841 et le pont est inauguré en 1844. Diverses entreprises morbihannaises ont travaillé à sa construction, employant pendant plusieurs années une main d'œuvre locale. L'une des épreuves du pont, effectuée en 1843, indique qu'il possède alors une portée de 113,20 m pour une largeur du tablier de 4,20 m. 
Dès son inauguration, le pont devait être payant. En effet, le compte-rendu du Conseil Général de 1850 énonce que : "La Commission chargée de l'examen de tout ce qui est relatif à ce pont, a fait connaître les modifications qu'elle propose à l'ancien tarif. Elles sont adoptées par le Conseil général comme suit : Voiture suspendue : 40 c., Voiture non suspendue : 25 c., Un cheval chargé ou non chargé: 05 c., Chaque voyageur : 05 c."
En 1851, le péage était de : 5 centimes pour un piéton, 10 centimes pour un cavalier, 20 centimes pour une charrette de campagne…
Dès 1851, des consolidations sont effectuées au tablier du pont puis, en 1853, aux piles et arches maçonnées. Elles seront dotées de contreforts supplémentaires selon les plans de Halouis qui était agent voyer de l'arrondissement de Lorient. Le 11 janvier 1866 une violente tempête fait tomber le tablier du pont. Un nouvel ouvrage est construit à l'identique en 1870. Mais, ce deuxième pont est emporté par une violente tempête le 12 novembre 1894.

## Troisième pont
En 1895, reconstruit et modifié pour laisser passer les bateaux à haute mâture de l'époque, le Pont-Lorois est béni le 15 décembre 1895. Il est également renommé "Le Pont du Bon Dieu" par la population locale afin de conjurer le sort, mais il est en partie détruit par une tempête en 1910 et réparé ensuite. Cependant, lors de la Seconde Guerre mondiale, le pont fut dynamité par les Forces françaises de l'intérieur (FFI) et ensuite détruit par l'aviation alliée le 4 novembre 1944 afin de couper la poche de Lorient.

## Pont actuel
Avant la reconstruction du pont en 1956, la traversée était assurée, comme autrefois, par un passeur. Les travaux de reconstruction sont menés de 1954 à 1956. Ils ont été réalisés par MM. de Brun et de La Serve (ingénieurs en chef), MM. Groleau et Leinekugel Lecocq (entrepreneurs), M. Bertin (ingénieur des Ponts et Chaussées), M. Griette (ingénieur des travaux publics de l'État) et M. Maubert (conducteur de travaux). Le pont actuel est inauguré le 13 septembre 1956 par Auguste Pinton, secrétaire d'État aux travaux publics, aux transports et au tourisme, en présence de nombreuses personnalités et des maires des communes de Belz et Plouhinec. Lors de l'inauguration, le pont fut béni par l'abbé Raoul, recteur de Belz. Entre 1995 et 1996, l'entreprise Freyssinet International réalise des travaux de rénovation sur le pont. Il existe encore une partie de l'ouvrage du XIXe siècle, en l'occurrence les arches sur piles maçonnées élevées sur le rivage des communes de Belz et de Plouhinec. Le Pont-Lorois est un pont suspendu à deux portiques en béton armé de type cadre portail, ancrés au sol. Des câbles d'acier supportent le tablier à structure métallique boulonnée. La portée principale est de 237 mètres, d'une rive à l'autre. On y circule sur deux voies.